# Orjahovo
Orjahovo (búlgaro: Оряхово) é uma cidade da Bulgária, localizada no distrito de Vratsa. A sua população era de 5,400 habitantes segundo o censo de 2010.

## População
| Orjahovo | Orjahovo | Orjahovo | Orjahovo | Orjahovo | Orjahovo | Orjahovo | Orjahovo | Orjahovo | Orjahovo | Orjahovo | Orjahovo | Orjahovo | Orjahovo | Orjahovo | Orjahovo | Orjahovo | Orjahovo | Orjahovo | Orjahovo |
| --- | -------- | -------- | -------- | -------- | -------- | -------- | -------- | -------- | -------- | -------- | -------- | -------- | -------- | -------- | -------- | -------- | -------- | -------- | -------- |
| Ano | 1887     | 1910     | 1934     | 1946     | 1956     | 1965     | 1975     | 1985     | 1992     | 2001     | 2002     | 2003     | 2004     | 2005     | 2006     | 2007     | 2008     | 2009     | 2010     |
| População |          |          |          | 6,985    | 8,179    | 7,503    | 14,009   | 7,305    | 6,767    | 6,107    | 6,088    | 5,956    | 5,832    | 5,731    | 5,645    | 5,598    | 5,524    | 5,493    | 5,400    |
| Fontes: Instituto Nacional de Estatísticas, „citypopulation.de“, „pop-stat.mashke.org“, Bulgarian Academy of Sciences |          |          |          |          |          |          |          |          |          |          |          |          |          |          |          |          |          |          |          |